# Správní obvod obce s rozšířenou působností Tanvald
Správní obvod obce s rozšířenou působností Tanvald je od 1. ledna 2003 jedním ze čtyř správních obvodů rozšířené působnosti obcí v okrese Jablonec nad Nisou v Libereckém kraji. Čítá 10 obcí.
Město Tanvald je zároveň obcí s pověřeným obecním úřadem, přičemž oba správní obvody jsou územně totožné.

## Seznam obcí
Poznámka: Města jsou vyznačena tučně.
- Albrechtice v Jizerských horách
- Desná
- Harrachov
- Jiřetín pod Bukovou
- Kořenov
- Plavy
- Smržovka
- Tanvald
- Velké Hamry
- Zlatá Olešnice

## Obyvatelstvo
| Rok  | Obyv.  | ± %     |
| ---- | ------ | ------- |
| 1869 | 28 376 | —       |
| 1880 | 30 907 | +8,9 %  |
| 1890 | 34 125 | +10,4 % |
| 1900 | 37 667 | +10,4 % |
| 1910 | 40 547 | +7,6 %  |

| Rok  | Obyv.  | ± %     |
| ---- | ------ | ------- |
| 1921 | 34 216 | −15,6 % |
| 1930 | 36 863 | +7,7 %  |
| 1950 | 23 484 | −36,3 % |
| 1961 | 21 904 | −6,7 %  |
| 1970 | 21 326 | −2,6 %  |

| Rok  | Obyv.  | ± %    |
| ---- | ------ | ------ |
| 1980 | 22 155 | +3,9 % |
| 1991 | 21 707 | −2 %   |
| 2001 | 22 086 | +1,7 % |
| 2011 | 20 905 | −5,3 % |
| 2021 | 19 653 | −6 %   |